# 大谷光道
大谷 光道（おおたに こうどう、1945年1月15日 - ）は、浄土真宗の僧で、宗教法人本願寺第25代法主。京都市右京区の嵯峨本願寺住職。院号は明照院。法名は秀如。第125代天皇明仁の従兄弟にあたる。兄は大谷光紹、大谷暢順、大谷暢顯。三女は新門の大谷光純。元は大谷派連枝で大谷暢道である。

## 経歴
東本願寺第24世法主（のちに門首）・大谷光暢（闡如）の四男として誕生。母は久邇宮邦彦王の三女で香淳皇后の妹にあたる大谷智子。
教義や教団の運営方針、財産問題等を巡り、教団内で保革が対立。改革派が主導権を握った真宗大谷派内局（当局）と父である光暢らとの確執が表面化した（「お東騒動」）。そして、光暢が京都の東本願寺を真宗大谷派から独立させることを表明する事態となった。
その後2005年に真宗大谷派との間で、内事（東本願寺の庫裏にあたる部分）の居住権を巡っての和解が成立し、内事を立ち退いて明け渡し、新規に獲得した嵯峨の地に移転した。
2007年には、京都府より「宗教法人本願寺」として宗教法人の認証を受け、2010年には本堂を落慶した。
嵯峨の本願寺の公式の見解では、第24世大谷光暢（闡如）遷化（1993年）後 遺言により東本願寺を継職し、2005年に東本願寺の寺基を烏丸七条から嵯峨に移転したということになり、東本願寺嫡流を名乗っている。
その後光道は真宗大谷派に対し、大谷祖廟に埋葬された歴代宗主の遺骨を含む土を引き渡すよう訴訟を起こしたが、2017年に京都地方裁判所はこの訴えを棄却。裁判は控訴審、上告審と継続されたが、最終的に2018年、最高裁判所は1・2審の判決を支持し、光道の上告を棄却して確定した。

## 著書
- 『いづれの行もおよびがたき』（探究社・2008年）